# El Alto
För andra betydelser, se El Alto (olika betydelser).

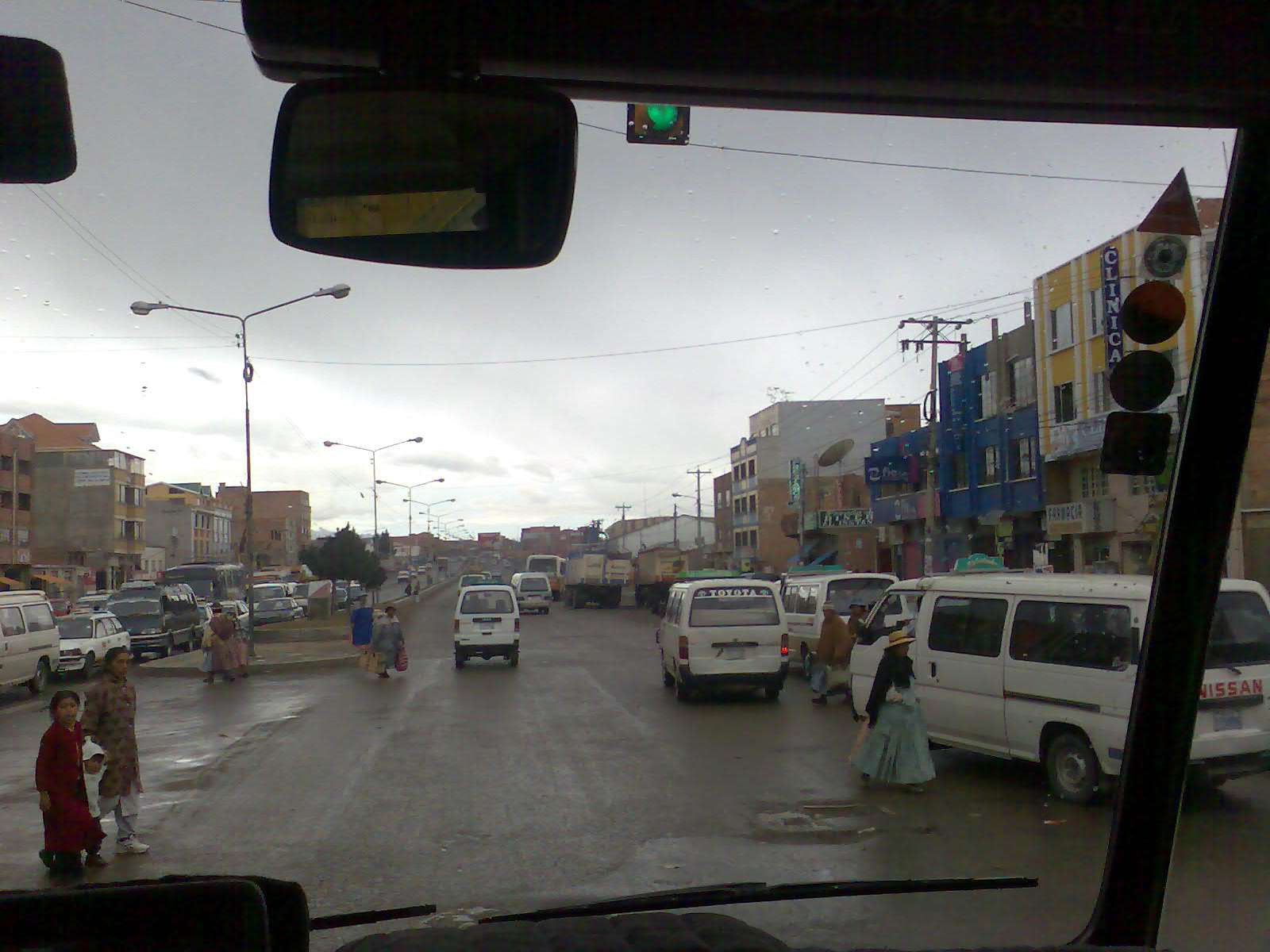
En gata i El Alto.

El Alto (spanska för höjden, ursprungligen Alaj Pacha - "land i himlen") är en grannstad till La Paz i Bolivia. Staden är en av världens högst belägna och ligger 4 150 meter över havet i Altiplano, omkring 12 kilometer från La Paz, längs vägen mot gränsen till Peru. I El Alto ligger El Alto International Airport. Staden har en beräknad folkmängd av 890 533 invånare (2008), vilket gör den till landets näst folkrikaste efter Santa Cruz de la Sierra. Storstadsområdet runt El Alto och La Paz har över 1,7 miljoner invånare. 
Klimatet i staden är kallt och når under sommarperioden endast upp i max 17 grader Celsius. Den är en av de snabbast växande städerna i Bolivia tack vare inflyttning från landsbygden som påbörjades genom en landsbygdsreform 1952 och har ökat de senaste 10 åren. El Alto är känd som La Paz sovstad, även om den ekonomiska tillväxten har fått de lokala politikerna att hävda att det är Bolivias ekonomiska huvudstad. Staden har sedan 2007 även passerat La Paz befolkningsmässigt.
Den torra och blåsiga platån ovanför La Paz var obebodd fram till 1903, när nybyggda järnvägar från Titicacasjön och Arica i Chile nådde kanjonen där La Paz station, bangårdar och vagnhallar byggdes samtidigt som järnvägsarbetare bosatte sig i El Alto. 1925 byggdes en flygplats för den nya flygarmén vilket gjorde att ytterligare inflyttning skedde. 1939 öppnades den första skolan. El Alto började att växa på 1950-talet, då staden kopplades in i La Paz vattenförsörjning (vattnet hade tidigare transporterats dit med tankbilar) och tillgången på mark minskade i kanjonen samtidigt som priserna ökade. I en administrativ reform 6 mars 1985 separerades El Alto och dess ytterområden politiskt från La Paz. Detta datum är officiellt den dag då staden grundades. 1987 blev El Alto officiellt en stad.
1952 bodde 11 000 människor i staden och 1976-1985 ökade befolkningen från 95 000 till 211 000 invånare. 81 procent tillhör ursprungsbefolkningen. .